# Tale e quale Sanremo
Tale e quale Sanremo è uno spin-off del programma Tale e quale show, in onda dal 18 febbraio 2023 su Rai 1 con la conduzione di Carlo Conti e dedicato ai cantanti del Festival della canzone italiana di Sanremo.

## Il programma
Dalla terza edizione di Tali e quali è stato prodotto uno spin-off dal titolo Tale e quale Sanremo, in cui si esibiscono alcuni concorrenti delle precedenti edizioni eseguendo brani provenienti dal Festival di Sanremo.

## Cast

### Conduzione
| Conduzione  | Edizioni | Edizioni | Edizioni | Totale |
| Conduzione  | 1ª       | 2ª       |          | Totale |
| ----------- | -------- | -------- | -------- | ------ |
| Carlo Conti |          |          |          | 2      |

### Giuria
| Giuria               | Edizioni | Edizioni | Totale |
| Giuria               | 1ª       | 2ª       | Totale |
| -------------------- | -------- | -------- | ------ |
| Loretta Goggi        |          |          | 2      |
| Giorgio Panariello   |          |          | 2      |
| Cristiano Malgioglio |          |          | 2      |
| Leonardo Pieraccioni |          |          | 1      |

## Edizioni
| Edizione | Periodo          | Periodo          | Rete  | Puntate | Concorrenti | Conduzione  | Giuria        | Giuria             | Giuria               | Vincitore        | Studio televisivo                               |
| Edizione | Inizio           | Fine             | Rete  | Puntate | Concorrenti | Conduzione  | Giuria        | Giuria             | Giuria               | Vincitore        | Studio televisivo                               |
| -------- | ---------------- | ---------------- | ----- | ------- | ----------- | ----------- | ------------- | ------------------ | -------------------- | ---------------- | ----------------------------------------------- |
| 1ª       | 18 febbraio 2023 | 25 febbraio 2023 | Rai 1 | 2       | 13          | Carlo Conti | Loretta Goggi | Giorgio Panariello | Cristiano Malgioglio | Gilles Rocca     | Studio 5 degli Studi televisivi Fabrizio Frizzi |
| 2ª       | 17 febbraio 2024 | 24 febbraio 2024 | Rai 1 | 2       | 24          | Carlo Conti | Loretta Goggi | Giorgio Panariello | Cristiano Malgioglio | Alessandro Greco | Studio 5 degli Studi televisivi Fabrizio Frizzi |

### Audience
| Edizione | Anno | Stagione | Programmazione | Programmazione | Programmazione | Programmazione | Programmazione | Programmazione | Programmazione | Telespettatori | Share  | Première       | Première | Finale         | Finale |
| Edizione | Anno | Stagione | L              | M              | M              | G              | V              | S              | D              | Telespettatori | Share  | Telespettatori | Share    | Telespettatori | Share  |
| -------- | ---- | -------- | -------------- | -------------- | -------------- | -------------- | -------------- | -------------- | -------------- | -------------- | ------ | -------------- | -------- | -------------- | ------ |
| 1ª       | 2023 | inverno  |                |                |                |                |                |                |                | 3 892 000      | 26,10% | 3 598 000      | 23,70%   | 4 185 000      | 28,50% |
| 2ª       | 2024 | inverno  | 3 116 000      | 19,45%         | 3 073 000      | 19,91%         | 3 159 000      | 18,98%         |                |                |        |                |          |                |        |